# Plutarchia rigida
Plutarchia rigida là một loài thực vật có hoa trong họ Thạch nam. Loài này được (Benth.) A.C. Sm. miêu tả khoa học đầu tiên năm 1936.